# Baloise

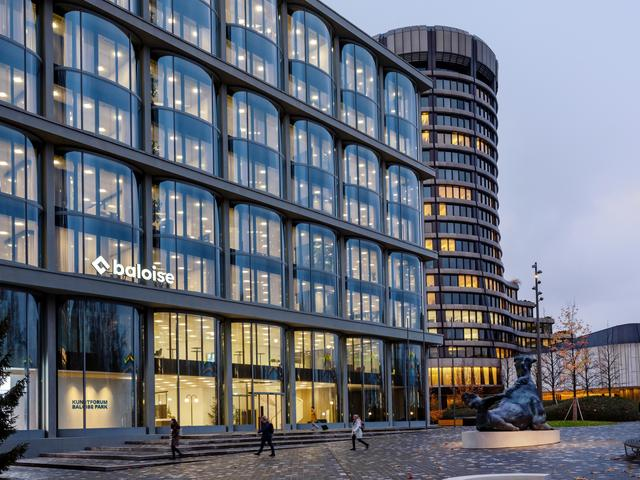
Konzernsitz der Baloise in Basel

Unter dem Markennamen Baloise treten die Tochtergesellschaften der Baloise Holding AG in der Schweiz, Deutschland, Belgien und Luxemburg auf. Das im Jahr 2022 erfolgte gruppenweite Rebranding erneuerte und vereinheitlichte den Markenauftritt, indem alle Gesellschaften von Baloise – Basler Versicherungen, Baloise Bank SoBa, Baloise Asset Management, Bâloise Assurances, Basilese Assicurazioni und Baloise Insurance – unter einer einzigen gemeinsamen Marke «Baloise» vereint wurden. Der neue Markenauftritt wurde im Oktober 2022 in allen Ländergesellschaften lanciert.
Das europäische Unternehmen mit Hauptsitz in der Schweiz (Basel) beschäftigt rund 8000 Mitarbeiter.
Am 21. April 2025 haben die Baloise und die Helvetia eine Fusion unter Gleichen zur Helvetia Baloise Holding AG angekündigt, die voraussichtlich im vierten Quartal 2025 erfolgen soll. Am 23. Mai 2025 erfolgte die Zustimmung der Aktionäre von Baloise und Helvetia. Die Bewilligungen durch die Behörden sind ausstehend.

## Die Baloise Holding AG
Die Baloise Holding AG (ehemals Bâloise Holding AG) ist ein Schweizer Finanzdienstleister mit Sitz in Basel. Bis im Oktober 2022 trat der Konzern als Baloise Group auf. Die Marke Baloise Group wich der Einheitsmarke Baloise. Die Aktie der Baloise Holding AG ist an der SIX Swiss Exchange kotiert; bis September 2009 war sie Bestandteil des Swiss Market Index (SMI).

### Konzernstruktur
Zur Baloise-Gruppe gehören unter anderem Baloise in der Schweiz, wo das Unternehmen mit der Baloise Bank AG sowie der Baloise Asset Management AG als integrierter Finanzdienstleister tätig ist. Grössere Gesellschaften unterhält Baloise ausserdem in Deutschland, Belgien, Luxemburg und Liechtenstein.
Im Oktober 2013 wurde das Geschäft in Serbien und Kroatien für 75 Millionen Euro an die Uniqa Insurance Group verkauft. Das Geschäft in Österreich wurde 2014 an die Helvetia Gruppe verkauft.
Baloise investiert in digitale Angebote: Die Digital-Tochter Friday ist beispielsweise in Deutschland und Frankreich aktiv. Zudem wird mit Partnerschaften und Unternehmenskäufen in die Ökosysteme Mobilität und Heim investiert: Dazu gehören unter anderem das dänische Carsharing-Unternehmen GoMore oder die Zürcher Auto-Leasing-Plattform Gowago. Ausserdem investiert Baloise seit 2022 zusammen mit Startup Family Office aus Baden-Württemberg in das Mobility-Startup Mobiko aus München.
Per 1. Juli 2023 ist Michael Müller CEO des Konzerns. Er übernahm die Funktion von Gert De Winter, der seit Januar 2016 als CEO des Konzerns amtierte. Die Konzernleitung besteht aus fünf Personen. Neben dem CEO sind dies Carsten Stolz (Leiter Konzernbereich Finanz), Matthias Henny (Leiter Konzernbereich Asset Management), Alexander Bockelmann (Leiter Konzernbereich Group IT) und Clemens Markstein (Leiter Konzernbereich Schweiz). Im Mai 2021 wurde Thomas von Planta Präsident des Verwaltungsrats der Baloise Holding AG. Er löste Andreas Burckhardt ab, der seit April 2011 Präsident des Verwaltungsrats war.

### Geschichte
Die Gründung der Basler Versicherungsgesellschaft gegen Feuerschaden erfolgte 1863 nach dem Brand von Glarus, unter anderem durch den späteren Generalstabschef Rudolf Paravicini. Im Jahr 1864 wurde das Angebot von Feuerversicherungen mit Lebens- und Transportversicherungen ergänzt. In den folgenden Jahren kamen weitere Versicherungssparten hinzu, auch weitete sich das geographische Tätigkeitsgebiet aus und erreichte 1960 den Höhepunkt der internationalen Expansion. 1963 begann der Rückzug aus vielen Ländern und damit die Konzentration auf grössere Märkte.
1962 erfolgte die Gründung der heutigen Baloise Holding AG.
Zwischen 2015 und 2019 baute Baloise drei neue Büro- und Gewerbegebäude, den Baloise Park, darunter das 89 Meter hohe Baloise Hochhaus.
Im April 2024 beschloss die Generalversammlung, die in den 1980er-Jahren eingeführte Begrenzung der Eintragungs- und Stimmrechte von Aktionären auf höchstens je 2 % abzuschaffen. In der Folge erhöhte der schwedische aktivistische Investor Cevian Capital seine Beteiligung rasch und ist seit September 2024 mit 9,4 % grösster Aktionär der Baloise.

#### Fusion mit Helvetia
Am 21. April 2025 haben Baloise und Helvetia eine Fusion unter Gleichen («Merger of Equals») angekündigt. Gemäss Schweizer Fusionsgesetz fusioniert voraussichtlich im vierten Quartal 2025 Baloise in Helvetia (Absorptionsfusion), vorausgesetzt die Aktionäre von Baloise und Helvetia genehmigen das geplante Vorhaben an den jeweiligen ausserordentlichen Generalversammlungen, die für den 23. Mai 2025 geplant sind, und vorbehaltlich der erforderlichen Bewilligungen durch die Behörden. Das neue Unternehmen trüge den Namen Helvetia Baloise Holding AG. Am 23. Mai 2025 erfolgte die Zustimmung der Aktionäre von Baloise und Helvetia.

## Baloise in der Schweiz
Bis Oktober 2022 trat Baloise in der Schweiz mit den Marken Basler Versicherungen und Baloise Bank SoBa auf. Nach erfolgtem Rebranding ist Baloise in der Schweiz ein Finanzdienstleister, bestehend aus Versicherung und Bank. Per 1. Juli 2023 ist Clemens Markstein CEO von Baloise in der Schweiz. Baloise in der Schweiz zählt rund 4000 Mitarbeiter. Das 2018 gestartete Projekt mit einem Hagelflieger wurde 2024 eingestellt.
Sponsoring-Engagements konzentrieren sich in der Schweiz vor allem auf den Bereich Musik. Auch besteht ein Engagement beim Fussballverein FC Basel. Baloise fördert zudem Kreativität durch das breite Engagement im Bereich Kunst.
Die Baloise Bank AG mit Sitz in Solothurn entstand durch die Übernahme der Solothurner Bank SoBa – vormals Solothurner Kantonalbank – durch Baloise im Jahr 2000. Die schweizweite Präsenz der Bank wurde mit dem Aufbau verschiedener Standorte weiterentwickelt.

## Baloise in Deutschland

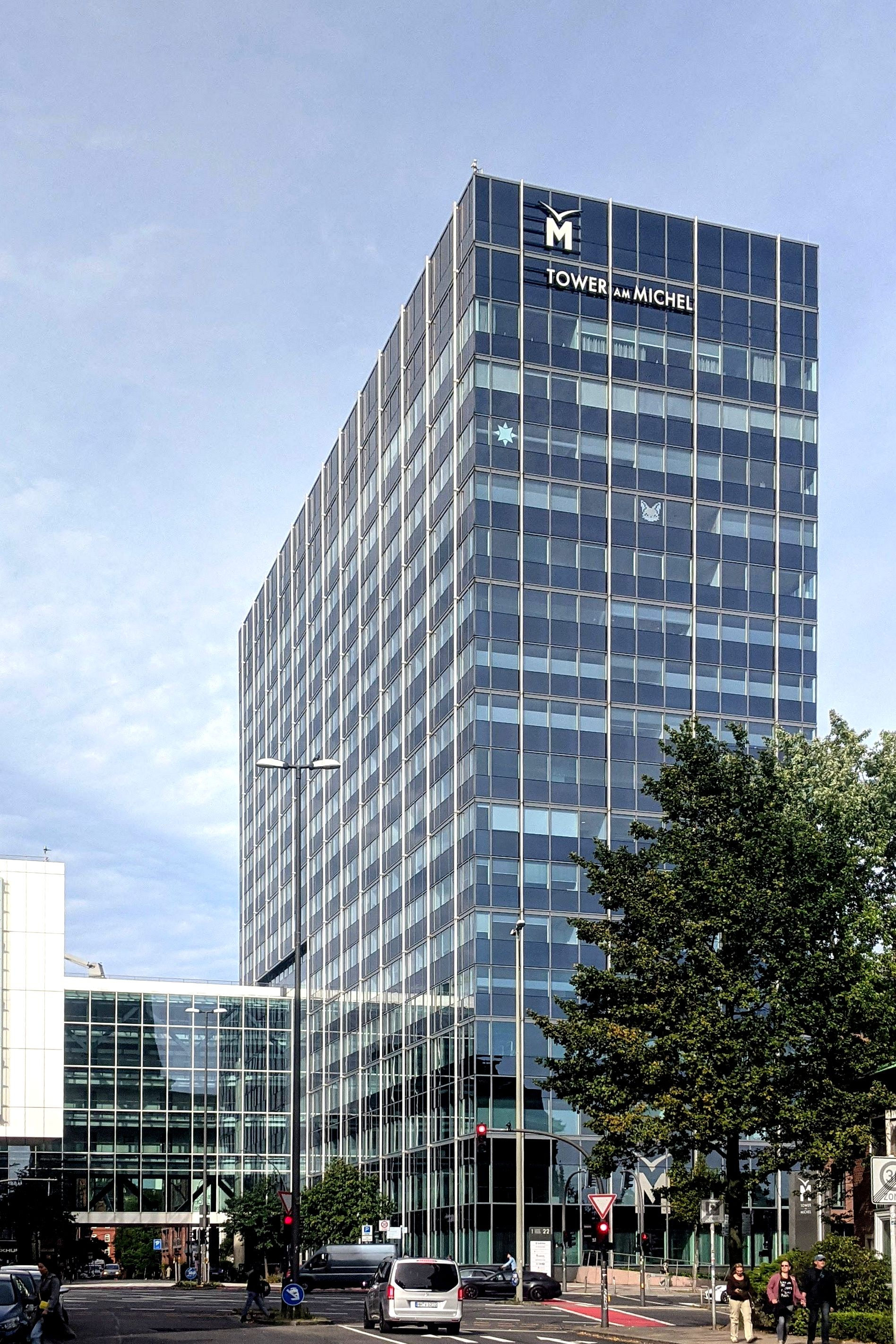
Ehemalige Hauptverwaltung des Deutschen Rings in Hamburg

Baloise ist seit 1864 auf dem deutschen Markt tätig. Seit 2015 ist Jürg Schiltknecht Vorsitzender des Vorstandes von Baloise in Deutschland. Das Unternehmen beschäftigt rund 1550 Mitarbeiter und hat seinen Sitz in Bad Homburg und Hamburg.
Unter der Dachmarke Baloise treten die deutschen Töchter der Baloise-Gruppe – Baloise Sachversicherung AG Deutschland, Baloise Lebensversicherung AG Deutschland und Baloise Financial Services GmbH – auf dem deutschen Markt auf. Bis Oktober 2022 trat das Unternehmen unter dem Namen Basler Versicherungen auf.
Baloise in Deutschland ging aus einer Fusion der 2003 erworbenen Securitas Bremer Allgemeine Versicherungs-AG und der Basler Versicherung Deutschland hervor.
Ab dem 21. Dezember 2012 firmierten die Deutscher Ring Lebensversicherungs-AG und Deutscher Ring Sachversicherungs-AG unter dem Namen Basler Versicherungen. Die beiden Deutscher-Ring-Gesellschaften gehören seit 1986 zum Schweizer Konzern und wurden durch einen aufwendigen Prozess seit 2009 in Baloise integriert. Der Bestand der deutschen Niederlassung der Basler Leben AG, Schweiz, wurde 2017 an die Frankfurter-Leben-Gruppe verkauft, was von der Bundesanstalt für Finanzdienstleistungsaufsicht als Aufsichtsbehörde genehmigt wurde.
Seit 2022 ist Baloise Partner des WTA-Rasentennisturniers Bad Homburg Open.

## Baloise in Belgien
Seit 1867 ist Baloise auf dem belgischen Markt tätig. Der einheitliche Marktauftritt unter Baloise Insurance erfolgte 2013 aus einer Fusion der von Baloise erworbenen Versicherungsgesellschaften Mercator, Avéro und Nateus. 2019 wurde zudem die belgische Versicherung Fidea übernommen. Christophe Hamal ist seit Januar 2023 CEO von Baloise in Belgien. Das Unternehmen beschäftigt rund 1730 Mitarbeiter und hat seinen Sitz in Antwerpen.
Baloise bietet in Belgien ein breites Angebot an Versicherungsdienstleistungen für Privat- und Firmenkunden. Im Nichtlebensgeschäft gehört Baloise zu den besten vier Versicherungsgesellschaften, ist Marktführer in See- und Transportversicherungen und hat im Lebenssegment einen Marktanteil von 3 %. Auch im Bereich Innovationen ist Baloise in Belgien aktiv und investierte unter anderem in den Mobilitätsversicherer Mobly sowie die Gesundheitsplattform B-Tonic.
Im Rahmen von Sportsponsoring unterstützt Baloise den belgischen Radsport. Dazu gehören das Strassenteam Team Flanders-Baloise, das Cyclocross-Team Baloise-Trek Lions sowie die Beteiligung an der Baloise Belgium Tour und der Baloise Ladies Tour. Im Fussball sponsert Baloise KAA Gent und Standard Lüttich und ist Titelpartner der Baloise Antwerp 10 Miles, die grösste Laufveranstaltung in Belgien. Im Bereich Kultur engagiert sich Baloise über den Noorstarfonds.

## Baloise in Luxemburg
Seit 1890 bietet Baloise Versicherungsdienstleistungen in Luxemburg an. Für Lösungen im Bereich Lebensversicherungen agiert die Baloise Vie Luxemburg S.A. Seit Juni 2023 ist Christine Theodorovics CEO von Baloise in Luxemburg. Die Firma hat ihren Sitz in Leudelingen und beschäftigt rund 690 Mitarbeiter.
Mit der Produktepalette in den Bereichen Leben, Auto und Hausrat sowie den Vorsorgeprodukten gehört Baloise zu den vier grössten und wichtigsten Versicherungsgesellschaften in Luxemburg. Rentenversicherungs- und Investitionsdienstleistungen werden zudem international angeboten.
Die Einheit Baloise Life AG in Liechtenstein wird seit 2012 durch Baloise in Luxemburg gesteuert und bietet Lebensversicherungen sowie Vorsorge- und Versicherungslösungen.
Baloise in Luxemburg unterstützt unter anderen den luxemburgischen Leichtathletikverband (FLA) sowie den «Relay for Life» der Fondation Cancer. Die luxemburgische Musikszene wird durch die Partnerschaft mit Rockhal unterstützt.